# Lev Lunț
Lev Natanovici Lunț (în rusă Лев Ната́нович Лунц; 2 mai 1901 – 10 mai 1924) a fost un scriitor, dramaturg, critic, traducător și eseist evreu rus. El a fost membru al grupului literar Frații Serapion.

## Biografie
Lunț s-a născut în Sankt Petersburg, capitala Imperiului Rus, într-o familie bogată de evrei, pe 2 mai 1901. Tatăl său era farmacist și negustor de dispozitive optice. Lev a primit în copilărie o educație specific evreiască. A urmat în perioada 1918-1922 cursuri de istorie și filologie la Universitatea din Petrograd. El a dobândit cunoștințe de opt sau nouă limbi străine, iar după absolvire a rămas la Universitate pentru a preda limbile spaniolă și franceză.
A început să scrie literatură de la vârsta de 18 ani, în timpul Revoluției Ruse și a Războiului Civil. El a fost imediat observat de publicul cititor, iar eseurile, proza de ficțiune și piesele de teatru scrise de el l-au transformat într-o celebritate la începutul anilor 1920. Talentul său literar a fost lăudat de Maxim Gorki și de Evgheni Zamiatin, scriitori de marcă ai acelei epoci.
Lunț a devenit membru al Fraților Serapion, un grup literar al scriitorilor din Petrograd, având un rol important în fondarea grupului și cristalizarea ideilor sale. Grupul îi includea, printre alții, pe Mihail Zoșcenko și Veniamin Kaverin (care vor deveni ulterior autori extrem de prolifici ai literaturii sovietice), precum și multe alte personalități. Lunț a propus ca grupul să poarte această denumire după volumul de povestiri Frăția Serapion al lui E. T. A. Hoffmann. Eroii literari ai lui Hoffmann, pustnicul Serapion și frații lui, erau propuși de Lunț ca un model de mântuire existent în literatură. El a scris, de asemenea, articolul De ce suntem Frații Serapion în 1921, care a devenit într-un mod oarecum neașteptat manifestul literar al grupul. Articolul era critic față de realitățile noului stat socialist post-revoluționar RSFSR. Publicarea sa a atras o critică oficială, căreia Lunț i-a răspuns în eseul Despre critică și ideologie. Ulterior, el a scris un al doilea manifest al grupului intitulat Spre Vest, care a fost publicat de revista Beseda (Conversație) din Berlin a lui Maxim Gorki.
Lunț a locuit în Casa Artelor din Petrograd, în condiții dificile. Starea lui de sănătate s-a deteriorat, dar el a continuat să scrie proză și piese de teatru și să realizeze traduceri, printre care piesa Saul a lui Vittorio Alfieri. Prima piesă de teatru a lui Lunț, În afara legii, a fost pusă în scenă în 1923, dar a fost interzisă apoi în Uniunea Sovietică. După acest an, scrierile sale nu au mai fost publicate în Uniunea Sovietică. Cu toate acestea, piesa În afara legii a fost publicată în Europa și jucată în mai multe orașe. Ea a fost publicată în Beseda și lăudată de Luigi Pirandello, care a susținut că "a fost cea mai bună piesă care a venit din Rusia în ultimii ani".
În iunie 1923 Lunț s-a mutat în Germania, unde familia sa emigrase în 1921. El a murit la Hamburg în 1924 din cauza unei embolii cerebrale, despre care s-a crezut că a fost cauzată de o malformație cardiacă congenitală. Lunț a fost calomniat de către autoritățile culturale sovietice, fiind acuzat de "cosmopolitism" și apoliticism", alături de confratele său serapionist Mihail Zoșcenko. Scrierile lui Lunț au fost traduse în engleză și în alte limbi, iar un volum din operele sale în limba rusă a fost publicat la Sankt Petersburg în anul 1994.

## Traduceri în limba engleză
- Native Land, (story), An Anthology of Jewish-Russian Literature: 1801–1953, M.E. Sharpe, 2007.
- Things in Revolt, Ardis Publishers, 2000.